# Ascorhynchus orthorhynchus
Ascorhynchus orthorhynchus là một loài nhện biển trong họ Ascorhynchidae. Loài này thuộc chi Ascorhynchus. Ascorhynchus orthorhynchus được miêu tả khoa học năm 1881 bởi Hoek.